# David met het hoofd van Goliath (Caravaggio, Rome)
David met het hoofd van Goliath (Italiaans: Davide con la testa di Golia) is een schilderij van Caravaggio. Waarschijnlijk is het werk gemaakt in de laatste levensjaren van de schilder (1609-10). Het maakt deel uit van de collectie van de Galleria Borghese in Rome.

## Geschiedenis
Waarschijnlijk was het doek een geschenk voor kardinaal Scipione Borghese. In 1613 wordt het schilderij door twee bronnen in de collectie van de kardinaal gedocumenteerd: een factuur voor de lijst en een vermelding in een poëtische beschrijving van de verzameling door Scipione Francucci. Op stilistische gronden dateren de meeste kenners het doek op de 1609-10, toen Caravaggio voor de tweede keer in Napels verbleef. Hierover bestaat echter geen consensus. Sommige kunsthistorici dateren het werk eerder, rond het eerste verblijf van Caravaggio in Napels in 1606-07. De slechte staat van het schilderij bemoeilijkt de datering. Het is zeer waarschijnlijk dat het schilderij zich in 1610 nog steeds in Napels bevond. Er is een betaling aan een schilder uit die stad bekend voor twee kopieën van een David van Caravaggio. 

## Voorstelling
De strijd van David tegen Goliath is een episode uit het eerste boek Samuel in het Oude Testament. Daar wordt verteld hoe David, een jonge herder, het opneemt tegen Goliath, een reus uit het leger van de Filistijnen. Nadat hij hem met zijn slinger heeft gedood, snijdt David Goliaths hoofd af. Het schilderij laat het moment zien waarop David het hoofd van de reus presenteert in de ingang van de tent van Saul, de koning van de Israëlieten. In de linkerbovenhoek is de stof van de tent nog zichtbaar.
Op het schilderij is David op driekwart lengte te zien. Hij draagt een okerkleurige broek en een wit shirt. Zijn halfnaakte buste is in het volle licht afgebeeld. Met een treurige blik kijkt hij naar het afgehakte hoofd van Goliath, onmiskenbaar een zelfportret van Caravaggio. Op Goliaths voorhoofd is de wond te zien waar David hem met zijn steen raakte. Uit de hals van de reus stroomt bloed. In zijn rechterhand houdt David een zwaard vast. Zijn andere arm strekt hij uit, zodat de blik van de toeschouwer zich concentreert op het hangende hoofd van Goliath. Mogelijk dienden antieke beeldhouwwerken zoals de Apoxyomenos hiervoor als inspiratie.
Caravaggio schreef een afkorting op het zwaard van David, maar deze is erg moeilijk te lezen. Er zou H-AS OS kunnen staan, de afkorting van een spreuk van de heilige Augustinus, Humilitas occidit superbiam (Nederigheid doodt trots). 
Er zijn veel theorieën over de interpretatie van het schilderij in omloop. De moord die Caravaggio had gepleegd op 28 mei 1606 speelt hier een belangrijke rol in. Het schilderij zou een uitdrukking kunnen zijn van de zelfhaat of dodelijk angst van de schilder. Na de moord op Ranuccio Tomasso moest de schilder Rome ontvluchten. Tijdens zijn omzwervingen in Zuid-Italië en Malta probeerde hij amnestie te krijgen. De steun van Scipione Borghese, neef van paus Paulus V, zou daarin van groot belang zijn. Het schilderij kan daarom ook gezien worden als een geschenk om zijn verzoek voor amnestie te ondersteunen. 
Caravaggio had eerder al schilderijen van David en Goliath gemaakt. Deze bevinden zich in Madrid (David en Goliath, circa 1600) en Wenen (David met het hoofd van Goliath, circa 1607).

## Afbeeldingen

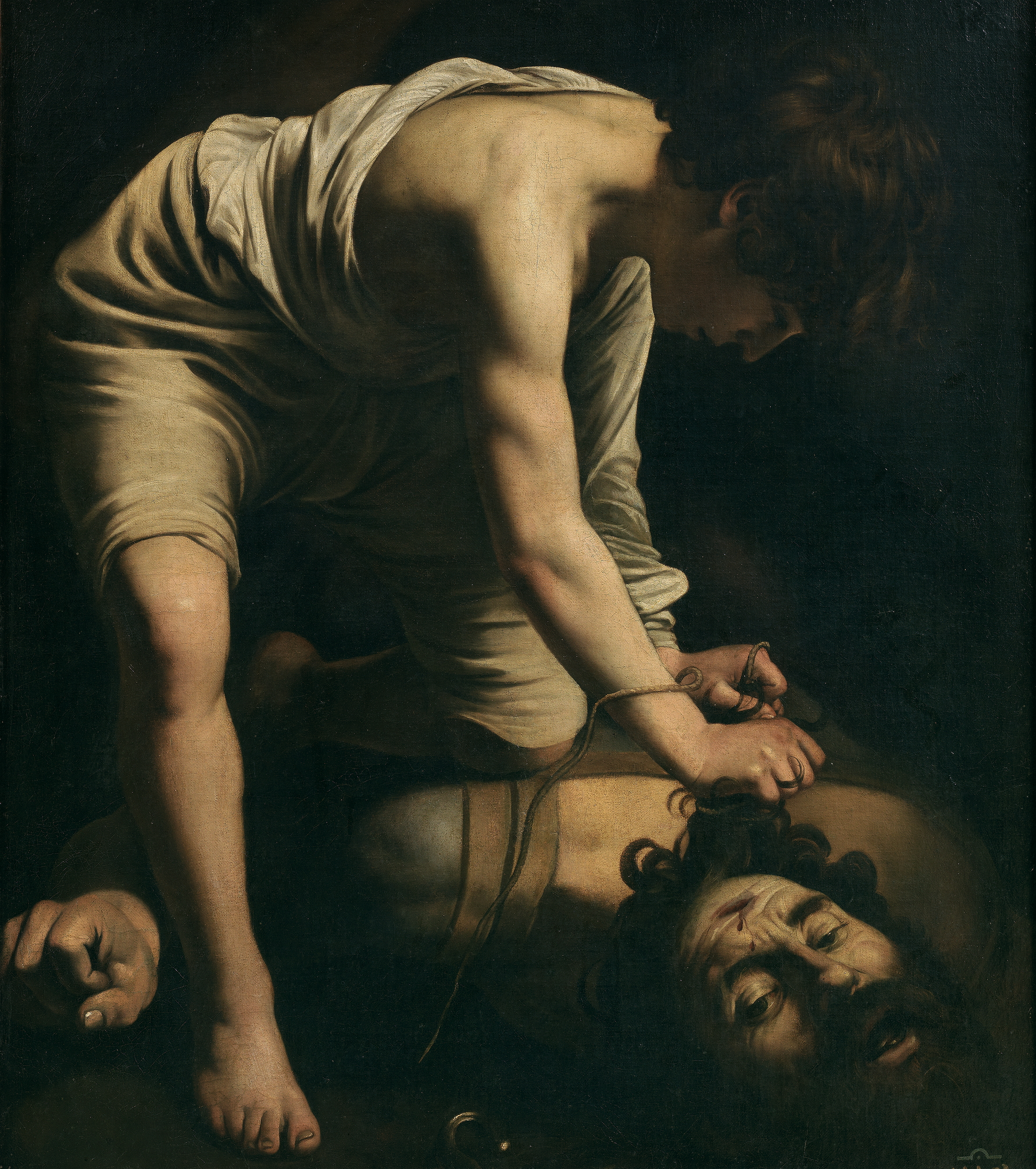
David en Goliath - versie in Madrid
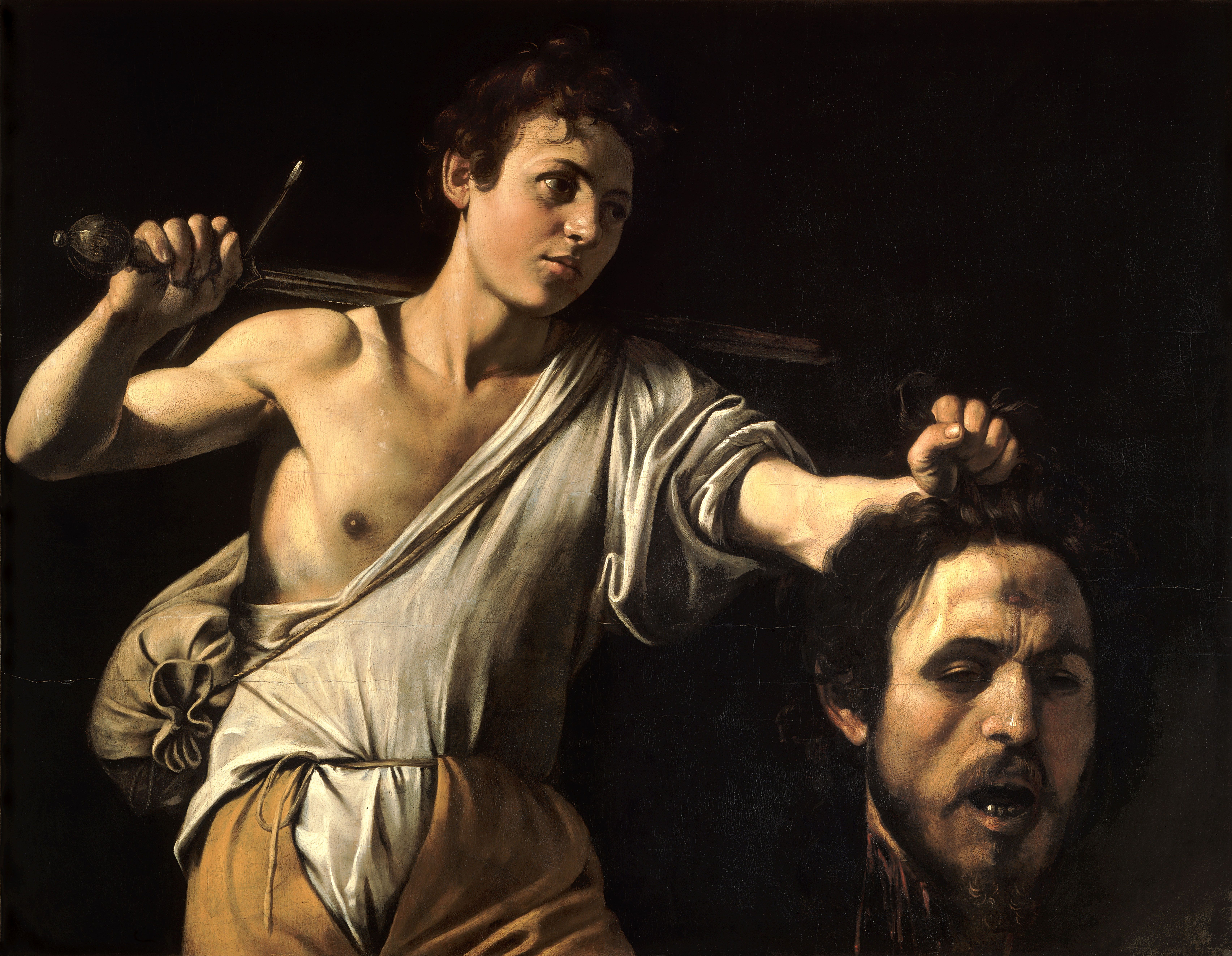
David met het hoofd van Goliath - versie in Wenen
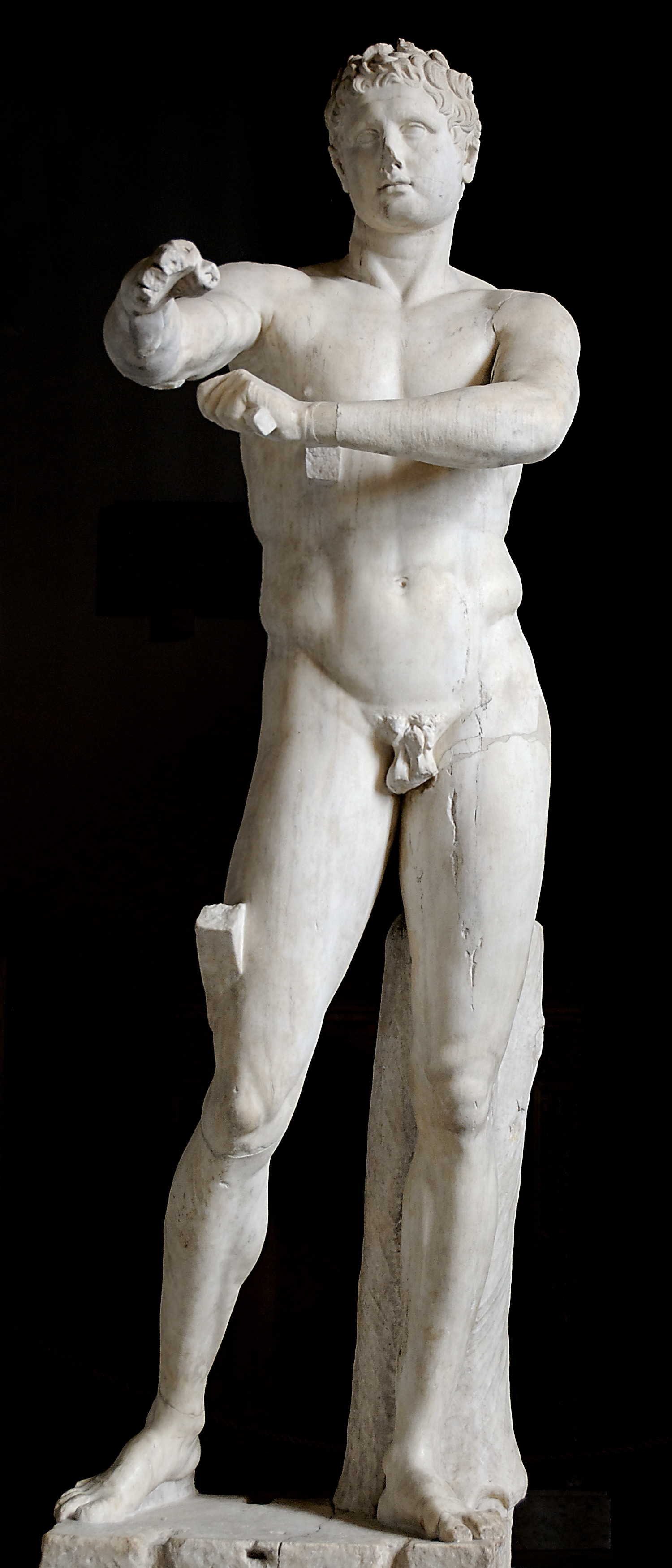
Vaticaanse Apoxyomenos